# Des Matrosen Heimkehr
Des Matrosen Heimkehr o Il Ritorno del Marinaio (El retorn del mariner) és una òpera romàntica en dos actes del compositor Franz von Suppé sobre un llibret d'Anton Langer. Es va estrenar al Stadttheater d'Hamburg el 4 de maig de 1885. L'òpera fou un èxit però aviat es va oblidar a Alemanya, i llavors la partitura original de l'òpera es va perdre en un bombardeig de 1943. El director croat Adriano Martinolli d'Arcy va dirigir la recuperació d'una còpia en un arxiu americà el 2007, i l'òpera va ser reviscuda en una traducció italiana pel Teatre Nacional Croata de Split el 2013, i enregistrat a Rijeka el 2016.

## Enregistraments
- Il Ritorno del Marinaio - Ljubomir Puškarić (Baríton), Marjukka Tepponen (soprano), Giorgio Surian, Àlies Farazin, Rijeka Cor d'Òpera, Rijeka Orquestra de Simfonia, Rijeka Òpera, Adriano Martinolli d'Arcy. CPO, enregistrat el 2016, publicat el 2017.[4]